# يوكو هيكاسا
يوكو هيكاسا (日笠陽子 هيكاسا يوكو) هي مطربة ومؤدية أصوات يابانية ولدت في 16 يوليو 1985 في محافظة كاناغاوا.

## أدوارها في الأنمي

### مسلسلات أنمي تلفزيونية
- كي-أون! - ميو أكياما
- كي-أون!! - ميو أكياما
- أكاديمية أوكالت - مايا كوماشيرو
- ماذا لو كانت مديرة بيسبول الثانوية تقرأ "الإدارة" من تأليف دراكر - مينامي كاواشيما
- عندما تبكي النوارس - ساتان
- إنفينيت ستراتوس - هوكي شينونونو
- هل هذا زومبي؟ - سيرا
- هل هذا زومبي؟ أوف ذا ديد - سيرا
- سيكيري Pure Engagement - ياشيما
- DOG DAYS - بريوش داركوين
- زعيم الشر في المقعد الأخير - جونكو هاتوري
- روكيوبو! - ساكي ناغاتسوكا
- الخيانة تعرف إسمي - رينا
- حفيد نوراريهيون: عاصمة الشياطين - كيوكوتسو (الابنة)
- دانغانرونبا ذي أنيميشن - كيوكو كيريغيري
- دانغانرونبا 3: نهاية أكاديمية قمة الأمل - كيوكو كيريغيري
- ميداكا بوكس أبنورمال - ساكي سوكيناساكي
- كارنفال - تسوباكي
- هيوكا - نائبة قائد فريق الاختبارات
- كود:بريكر - ساكورا ساكوراكوجي
- فري! - ري ريوغازاكي (أيام الطفولة)
- جماليات البطل المرتد - ميو
- موشيشي: التتمة - تيرو (مطر تحت الشمس)
- الآلي السليم دايميدالر - كيوكو سونان
- سورد آرت أونلاين II - إندو
- سيتوكاي ياكويندومو - شينو أماكوسا
- سيتوكاي ياكويندومو * - شينو أماكوسا
- فوؤن إيشين دايشوغن - هيوغو
- سأتحول إلى فتاة تسريحة الذيلين! - دارك غراسبر/إيسنا/أنكو إيسونا
- ترينيتي سفن - ميرا يامانا
- هاي سكول DxD - رياس غريموري
- هاي سكول DxD نيو - رياس غريموري
- هاي سكول DxD بورن - رياس غريموري
- هاي سكول DxD هيرو - رياس غريموري
- ماريا العذراء - أرتيميس
- يوريكوما أراشي - كاورو هاريشيما
- سيراف النهاية - هورن سكولد، توموي ساوتومي
- سيراف النهاية: معركة ناغويا - هورن سكولد
- أبطال الزهور الستة - ناشيتانيا لوي بيينا أوغوسترا
- M3 الفولاذ الأسود - إميرو هازاكي
- هل من الخطأ التعرف على الفتيات في الدانجون؟ - فريا
- هل من الخطأ التعرف على الفتيات في الدانجون؟ II - فريا
- سورد أوراتوريا - فريا
- صوت! يوفونيوم - آوي سايتو
- صوت! يوفونيوم 2 - آوي سايتو
- رانبو كيتان: لعبة لابلاس - كوروتوكاغي
- غيت: قوات الدفاع الذاتي تقاتل في أرض أخرى - ياو ها دوشي
- خليلة (مؤقتة) - ريسا شينوميا
- ووركينغ!! - إيزومي تاكاناشي
- ووركينغ'!! - إيزومي تاكاناشي
- ووركينغ!!! - إيزومي تاكاناشي
- ريني من الحدود - رينا ميزوكي
- البدلة المتنقلة جاندام: أيتام الدم الحديدي - لافتر فرانكلاند
- بوكيمون إكس/واي - موريا، أميليا
- رحلات بوكيمون - بي
- بوبوكي بورانكي - زيتسوبي هازاما
- بوبوكي بورانكي: عمالقة الكوكب - زيتسوبي هازاما
- بيرسيرك (2016) - فارنيزي
- مونونوكيان النكد - كورا
- ديمنشن دبليو - سيدريك مورغان
- نيو غيم! - كو ياغامي
- نيو غيم!! - كو ياغامي
- فريم آرمز غيرل - آو غينّاي
- ري:كرياتورز - أليستيليا فبرواري
- كل شيء يصبح أف - أياكو شيمادا
- هجوم العمالقة Season 3 - فريدا ريس
- هجوم العمالقة: الثانوية - فريدا ريس
- شوكوغكي نو سوما - ناتسومي سينداوارا، أوريي سينداوارا
- شوكوغكي نو سوما: الطبق الثالث - ناتسومي سينداوارا، أوريي سينداوارا
- WWW.ووركينغ!! - سايوري مورانوشي
- قصص فتيات أشباه البشر - ساكيي ساتو
- أكاديمية الساحرات الصغيرات - ديانا كافنديش
- ذا ريفليكشن - ستيل رولر
- معركة الأبراج - إينونوشيشي
- مكان أبعد من الكون - كاناي مايكاوا
- هاكيو هوشين إنغي - داكّي
- أزهار الشر - ناناكو سايكي
- بوبتيبيبيك - بوبوكو (الحلقة 4A)
- ملحمة غرانكريست - يانا
- مجموعة جونجي إيتو - ريكو
- سورد آرت أونلاين ألترنيتيف: غان غيل أونلاين - بيتوهوي
- فيوليت إيفرغاردن - سبنسر مارلبورو (أيام الصبا)
- سلو ستارت - هازوكي إيتشينوسي
- هاي سكور غيرل - مي-تان
- سينران كاغورا شينوفي ماستر: يوما طوكيو - ريوبي
- إلى الوحوش المقدسة المهجورة - لايزا
- سنكي زيشّو سيمفوجير G - ماريا كادينزافنا إيف
- سنكي زيشّو سيمفوجير GX - ماريا كادينزافنا إيف
- سنكي زيشّو سيمفوجير AXZ - ماريا كادينزافنا إيف
- سنكي زيشّو سيمفوجير XV - ماريا كادينزافنا إيف
- قاتل الغوبلن - الساحرة
- هاند شيكرز - بايند
- نو غيم نو لايف - ستيفاني دولا
- غرانبيلم - آنا فوغو
- الأقوى في العالم من خلال مهنة شائعة - تيو كلاروس
- برج الحاكم - هوا ريون
- دكتور ستون - مينامي هوكوتوزاي
- داي الشجاع (2020) - زولبون
- كنغدوم - كيانغ لي
- الخلايا تعمل! BLACK - كرية دم بيضاء
- زعيم المحاربين (2021) - يو أساكورا
- دومستك نا كاناجو - هينا تاتشيبانا
- أسوماتسو-سان - ميوا
- ريفيجنز - تشيهارو إيسوروغي
- ري:كرياتورز - أليستاريا فيبرواري
- رحلات الساحرة - شيلا
- تاماكو ماركت - ماري أوؤتاني، هيناكو كيتاشيراكاوا
- سمر تايم ريندا - هيزورو ميناميكاتا / ريونوسوكي ناغومو.
- بطولات فارس فاشل - كاناتا كوتوكوبارا
- إعادة المعالج - كيارغا الطفل

### أنمي الإنترنت
- مونستر سترايك - لوسيفر
- بلوتو (مانغا) - أتوم

### أفلام أنمي
- أكاديمية الساحرات الصغيرات - ديانا كافنديش
- أكاديمية الساحرات الصغيرات: الموكب المسحور - ديانا كافنديش
- سلسلة أفلام كود غياس: أكيتو المنفي
  - كود غياس: أكيتو المنفي: الفصل الأول «وصول التنين» - أيانو كوساكا
  - كود غياس: أكيتو المنفي: الفصل الثاني «انقسام التنين» - أيانو كوساكا
- هال - كورومي
- التلميذ المتخلف في ثانوية السحر: الفتاة التي تنادي النجوم - أنجيلينا كودو شيلدز
- فيلم ترينيتي سفن: «إترنيتي لايبراري» و «ألكيميك غيرل» - ميرا يامانا
- فيلم ترينيتي سفن: «هيفنز لايبراري» و «كريمزون لورد» - ميرا يامانا
- فيلم كي-أون! - ميو أكياما
- الخطايا السبع المميتة: أسرى السماء - غالا
- إندكس معينة خاصة بالسحر: معجزة إنديميون - شاتورا سيكوينتزيا
- نو غيم نو لايف زيرو - كوروني دولا
- هل من الخطأ التعرف على الفتيات في الدانجون؟: سهم أوريون - فريا
- قاتل الغوبلن GOBLIN'S CROWN - الساحرة
- تاماكو لاف ستوري - ماري أوؤتاني، هيناكو كيتاشيراكاوا

## أدوارها في ألعاب الفيديو
- دانغانرونبا: تريغر هابي هافوك - كيوكو كيريغيري
- خليلة (مؤقتة) - ريسا شينوميا
- ستريت فايتر V - لورا ماتسودا
- بليزبلو كروس تاغ باتل - وايس شني
- موي! نينجا غيرلز آر بي جي - إنجو سايون-جي[5]

## أدوارها في الدراما الصوتية
- مذكرات العطارة - جيوكويو

## أدوارها في الدبلجة اليابانية
- سكريم 4 - جيل روبرتس
- روبي - وايس شني

## ديسكوغرافيا

### ألبومات
- Couleur

### أغاني منفردة
- 美しき残酷な世界 (شارة النهاية الأولى لمسلسل أنمي هجوم العمالقة)
- 終わらない詩 (النغمة الرئيسية لفيلم أنمي هال)
- Seek Diamonds (شارة النهاية الأولى لمسلسل أنمي أص الديناري)
- EX:FUTURIZE (شارة البداية لمسلسل أنمي زيكس إغنيشن)

## وصلات خارجية
- يوكو هيكاسا على موقع IMDb (الإنجليزية)
- يوكو هيكاسا على موقع ألو سيني (الفرنسية)
- يوكو هيكاسا على موقع ميوزك برينز (الإنجليزية)
- يوكو هيكاسا على موقع أول ميوزيك (الإنجليزية)
- يوكو هيكاسا على موقع ديسكوغز (الإنجليزية)
- يوكو هيكاسا على موقع قاعدة بيانات الفيلم (الإنجليزية)
- يوكو هيكاسا على موقع كينوبويسك (الروسية)
- يوكو هيكاسا على موقع ANN person (الإنجليزية)